# Staverse jol

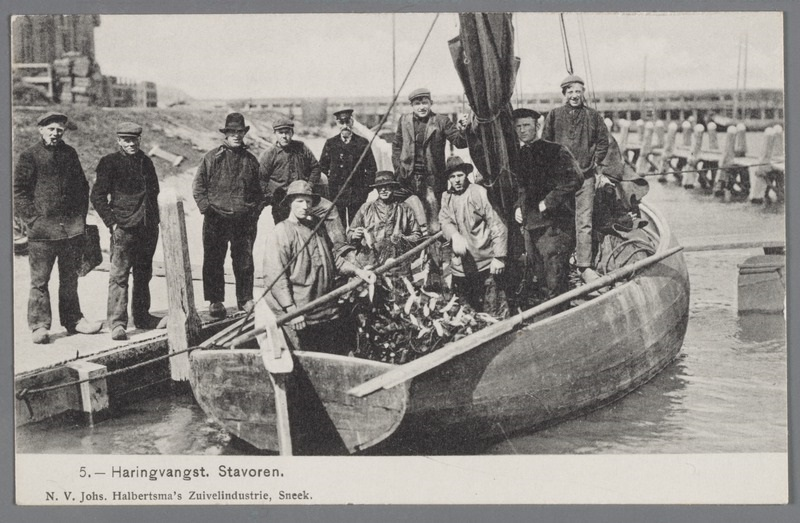
Staverse jol in gebruik, collectie Zuiderzeemuseum

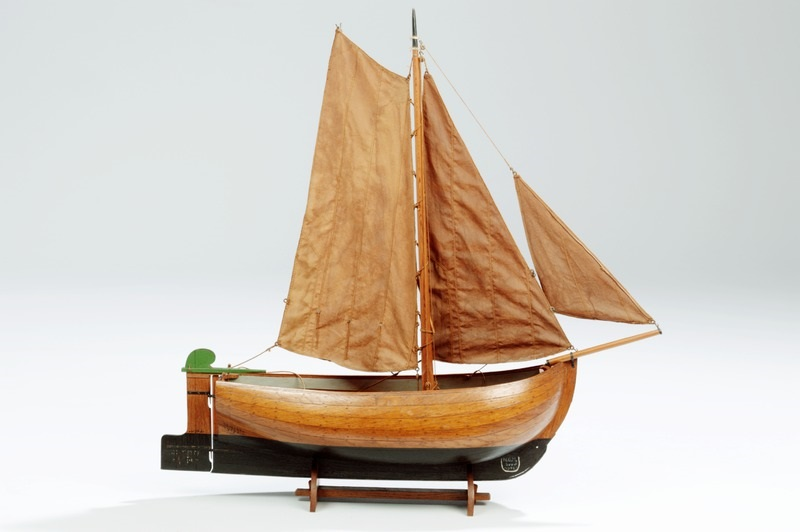
model van een Staverse jol, collectie Zuiderzeemuseum

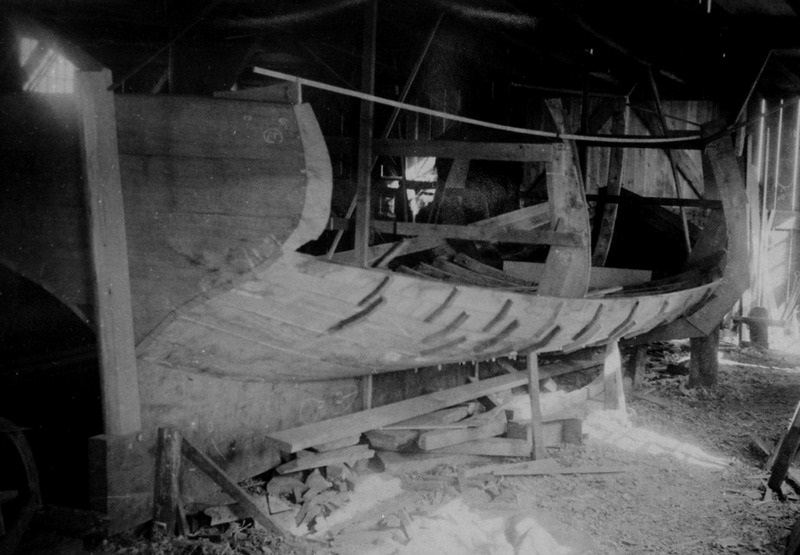
Staverse jol in aanbouw, collectie Zuiderzeemuseum

De Staverse jol is open boot met een ondiepe en geheel doorlopende kiel. Hoewel hij wat lomp oogt, werd hij geroemd om zijn zeewaardigheid. 

## Kenmerken
De Staverse jollen varieerden in lengte van 18 tot 25 voet. Een schip met een lengte van 6 meter (ruim 21 voet) kende een breedte van 2,44 m. De kleinere jollen voerden een spriettuig, de grotere uitvoeringen, vaak uitgevoerd met een vaste plecht, voerden een gaffeltuig. Staverse jollen zijn (naast het Marker Waterschip) de enige schepen in het Zuiderzeegebied die zijn uitgevoerd met een kiel en dus zonder zwaarden.

## Ontstaan
Over het ontstaan van de Staverse jollen verschillen de meningen. Enerzijds wordt gedacht aan evolutie van modellen die al in de Middeleeuwen werden gebruikt. Anderzijds wordt de opkomst van de ansjovisvangst rond 1870 gezien als startpunt van de ontwikkeling van dit bijzondere scheepstype en wordt de ontwikkeling toegeschreven aan scheepsbouwer Roosjen uit Stavoren. In de hoogtijdagen voeren er meer dan 200 exemplaren op de Zuiderzee. De werf van de gebroeders Wildschut uit Gaastmeer was de belangrijkste leverancier van dit scheepstype.

## Gebruik
Staverse jollen, en de kleinere uitvoering die ansjovisjol werd genoemd, werden vooral ingezet voor de vangst van haring en ansjovis.  Voor de dunne netten die werden gebruikt en die met hand moesten worden binnengehaald, was dit type schip zonder uitstekende zwaarden en berghout heel geschikt.
In de collectie van het Zuiderzeemuseum bevinden zich meerdere Staverse jollen, onder andere een exemplaar in de Marker haven van het Buitenmuseum.